# LIG4
LIG4 je gen koji kodira proteinsku DNK ligazu IV. Ovaj protein je ATP zavisna DNK ligaza koja spaja dvolančane prekide tokom nehomolognog spajanja krajeva u putu popravke prekida dvostrukog lanca. On je takođe esencijalan za V(D)J rekombinaciju.
Defekti ovog gena uzrokuju LIG4 sindrom. Lig4 homolog u kvascu je Dnl4.

## Interakcije
formira kompleks sa XRCC4, i dalje interaguje sa DNK zavisnom proteinskom kinazom (DNA-PK) i XLF/Cernunnos.

## Literatura
- Wei YF; Robins P; Carter K;  . (1995). „Molecular cloning and expression of human cDNAs encoding a novel DNA ligase IV and DNA ligase III, an enzyme active in DNA repair and recombination”. Mol. Cell. Biol. 15 (6): 3206—16. PMC 230553 . PMID 7760816.
- Robins P, Lindahl T (1996). „DNA ligase IV from HeLa cell nuclei”. J. Biol. Chem. 271 (39): 24257—61. PMID 8798671. doi:10.1074/jbc.271.39.24257.
- Grawunder U; Wilm M; Wu X;  . (1997). „Activity of DNA ligase IV stimulated by complex formation with XRCC4 protein in mammalian cells”. Nature. 388 (6641): 492—5. PMID 9242410. doi:10.1038/41358.
- Critchlow SE, Bowater RP, Jackson SP (1997). „Mammalian DNA double-strand break repair protein XRCC4 interacts with DNA ligase IV”. Curr. Biol. 7 (8): 588—98. PMID 9259561. doi:10.1016/S0960-9822(06)00258-2.
- Grawunder U, Zimmer D, Leiber MR (1998). „DNA ligase IV binds to XRCC4 via a motif located between rather than within its BRCT domains”. Curr. Biol. 8 (15): 873—6. PMID 9705934. doi:10.1016/S0960-9822(07)00349-1.
- Grawunder U; Zimmer D; Fugmann S;  . (1998). „DNA ligase IV is essential for V(D)J recombination and DNA double-strand break repair in human precursor lymphocytes”. Mol. Cell. 2 (4): 477—84. PMID 9809069. doi:10.1016/S1097-2765(00)80147-1.
- Riballo E; Critchlow SE; Teo SH;  . (1999). „Identification of a defect in DNA ligase IV in a radiosensitive leukaemia patient”. Curr. Biol. 9 (13): 699—702. PMID 10395545. doi:10.1016/S0960-9822(99)80311-X.
- Kim ST, Lim DS, Canman CE, Kastan MB (2000). „Substrate specificities and identification of putative substrates of ATM kinase family members”. J. Biol. Chem. 274 (53): 37538—43. PMID 10608806. doi:10.1074/jbc.274.53.37538.
- Nick McElhinny SA, Snowden CM, McCarville J, Ramsden DA (2000). „Ku Recruits the XRCC4-Ligase IV Complex to DNA Ends”. Mol. Cell. Biol. 20 (9): 2996—3003. PMC 85565 . PMID 10757784. doi:10.1128/MCB.20.9.2996-3003.2000.
- Chen L, Trujillo K, Sung P, Tomkinson AE (2000). „Interactions of the DNA ligase IV-XRCC4 complex with DNA ends and the DNA-dependent protein kinase”. J. Biol. Chem. 275 (34): 26196—205. PMID 10854421. doi:10.1074/jbc.M000491200.
- Lee KJ, Huang J, Takeda Y, Dynan WS (2000). „DNA ligase IV and XRCC4 form a stable mixed tetramer that functions synergistically with other repair factors in a cell-free end-joining system”. J. Biol. Chem. 275 (44): 34787—96. PMID 10945980. doi:10.1074/jbc.M004011200.
- Riballo E; Doherty AJ; Dai Y;  . (2001). „Cellular and biochemical impact of a mutation in DNA ligase IV conferring clinical radiosensitivity”. J. Biol. Chem. 276 (33): 31124—32. PMID 11349135. doi:10.1074/jbc.M103866200.
- Sibanda BL; Critchlow SE; Begun J;  . (2002). „Crystal structure of an Xrcc4-DNA ligase IV complex”. Nat. Struct. Biol. 8 (12): 1015—9. PMID 11702069. doi:10.1038/nsb725.
- O'Driscoll M; Cerosaletti KM; Girard PM;  . (2002). „DNA ligase IV mutations identified in patients exhibiting developmental delay and immunodeficiency”. Mol. Cell. 8 (6): 1175—85. PMID 11779494. doi:10.1016/S1097-2765(01)00408-7.
- Kuschel B; Auranen A; McBride S;  . (2002). „Variants in DNA double-strand break repair genes and breast cancer susceptibility”. Hum. Mol. Genet. 11 (12): 1399—407. PMID 12023982. doi:10.1093/hmg/11.12.1399.
- Mahajan KN, Nick McElhinny SA, Mitchell BS, Ramsden DA (2002). „Association of DNA Polymerase μ (pol μ) with Ku and Ligase IV: Role for pol μ in End-Joining Double-Strand Break Repair”. Mol. Cell. Biol. 22 (14): 5194—202. PMC 139779 . PMID 12077346. doi:10.1128/MCB.22.14.5194-5202.2002.
- Roth DB (2002). „Amplifying mechanisms of lymphomagenesis”. Mol. Cell. 10 (1): 1—2. PMID 12150897. doi:10.1016/S1097-2765(02)00573-7.
- Smogorzewska A; Karlseder J; Holtgreve-Grez H;  . (2003). „DNA ligase IV-dependent NHEJ of deprotected mammalian telomeres in G1 and G2”. Curr. Biol. 12 (19): 1635—44. PMID 12361565. doi:10.1016/S0960-9822(02)01179-X.
- Roddam PL; Rollinson S; O'Driscoll M;  . (2003). „Genetic variants of NHEJ DNA ligase IV can affect the risk of developing multiple myeloma, a tumour characterised by aberrant class switch recombination”. J. Med. Genet. 39 (12): 900—5. PMC 1757220 . PMID 12471202. doi:10.1136/jmg.39.12.900.
- Strausberg RL; Feingold EA; Grouse LH;  . (2003). „Generation and initial analysis of more than 15,000 full-length human and mouse cDNA sequences”. Proc. Natl. Acad. Sci. U.S.A. 99 (26): 16899—903. PMC 139241 . PMID 12477932. doi:10.1073/pnas.242603899.
- Nicholas C. Price; Lewis Stevens (1999). Fundamentals of Enzymology: The Cell and Molecular Biology of Catalytic Proteins (Third изд.). USA: Oxford University Press. ISBN 019850229X.
- Eric J. Toone (2006). Advances in Enzymology and Related Areas of Molecular Biology, Protein Evolution (Volume 75 изд.). Wiley-Interscience. ISBN 0471205036.
- Branden C; Tooze J. Introduction to Protein Structure. New York, NY: Garland Publishing. ISBN 0-8153-2305-0.
- Irwin H. Segel. Enzyme Kinetics: Behavior and Analysis of Rapid Equilibrium and Steady-State Enzyme Systems (Book 44 изд.). Wiley Classics Library. ISBN 0471303097.